# Рајна Рагуж
Рајна Рагуж, рођена 14. новембра 1984. године у Винковцима. Основну школу завршила је у Дреновцима, а гимназију у Жупањи. Дипломирала на Факултету политичких знаности, смер медународни односи и велепосланство у Загребу. Године 2001. окитила се титулом Мис Хрватске. Једно време била је и водитељка на једној хрватској националној телевизији.